# Área metropolitana de Omaha–Council Bluffs
El Área Metropolitana de Omaha – Council Bluffs es un Área Estadística Metropolitana (MSA) centrada en la ciudad Omaha, definida oficialmente como tal por la Oficina del Censo de los Estados Unidos; abarca parte de los estados de Nebraska e Iowa, Estados Unidos. Su población según el censo de 2010 es de 865.350 de habitantes. Localmente es conocida como "el Área Metro", "Metro", o simplemente "Omaha". Tres de sus condados constituyentes, Douglas y Sarpy (donde se encuentra Omaha) en Nebraska y Pottawattamie en Iowa, son eminentemente urbanos, los otros cinco condados del área metropolitana, son rurales con pequeñas comunidades que pocas veces superan los 1.000 habitantes.

## Composición

Un mapa del área metropolitana (resaltada en rojo) dentro de los estados de Nebraska (a la izquierda) y Iowa (a la derecha). En rosa, el condado de Dodge, con el que forma un área metropolitana combinada (CSA).

El área metropolitana está compuesta por cinco condados del estado de Nebraska:
- Cass
- Douglas
- Sarpy
- Saunders
- Washington;

y por tres condados del estado de Iowa:
- Harrison
- Mills
- Pottawattamie

## Principales ciudades del área
Omaha (408.958 habitantes en 2010), en Nebraska y Council Bluffs (aproximadamente 63.000 habitantes en 2010), en Iowa, son las ciudades primarias. Otros pueblos y ciudades con más de 5.000 habitantes son:
- Bellevue - 50.137 habitantes (2010)
- Papillion - 18.894 habitantes (2010)
- La Vista - 15.758 habitantes (2010)
- Blair - 7.512 habitantes
- Plattsmouth - 6.887 habitantes
- Ralston - 6.314 habitantes
- Glenwood - 5.358 habitantes